# SN 393
SN 393 é a designação da supernova moderna que foi relatada pelos chineses no ano 393 d.C. O registro extraído foi traduzido para o português como segue.
O segundo mês lunar mencionado no registro corresponde ao período de 27 de fevereiro a 28 de março de 393 d.C,
enquanto o nono mês lunar decorreu de 22 de outubro a 19 de novembro de 393 d.C. O asterismo em forma de tigela, chamado Wěi é formado pela cauda da constelação moderna Escorpião. Este asterismo consiste das estrelas em Escorpião designado ε, μ, ζ, η, θ, ι, κ, λ e ν. A estrela alcançou uma magnitude aparente estimada  de − 1 e foi visível por cerca de oito meses antes de desaparecer de vista.  
A duração deste evento sugere que a fonte foi uma supernova, ou seja, uma explosão cataclísmica de uma estrela.
Quando o material de uma explosão de supernova é ejetado da estrela, ele varre o material interestelar circundante e cria um remanescente de supernova em expansão de gás e plasma. Em 1975, havia apenas sete remanescentes de supernova conhecidos na região do céu onde a SN 393 foi observado. Em função da magnitude do pico, a supernova SN 393 foi.
Inicialmente estima-se que ocorreram a uma distância aproximada de de 10.000 pc (33.000 anos-luz). Esta exigência excluiu todos, mas três dos candidatos. Dos restantes, o primeiro,  G350.0-1.8 tem uma idade estimada de 8.000 anos; muito velho para ser o remanescente de SN 393. As duas restantes fontes, G348.5+0.1 e G348.7+0.3 estão localizados a uma distância adequada de cerca de 10 kpc e tem uma idade estimada de 1.500 anos.
No entanto, como esta supernova ocorreu ao longo do plano galáctico empoeirado, é difícil explicar como foi observada a olho nu, a uma distância de 10 kpc por um período de oito meses.
Em 1996, foi descoberta uma nova remanescente de supernova na área, RX J1713.7-3946. Dois anos mais tarde, foi sugerido que esta pode ser uma melhor correspondência para 393 SN.